# كسوف الشمس 17 فبراير 2026
سيحدث كسوف حلقي للشمس يوم الثلاثاء 17 فبراير 2026. يحدث كسوف الشمس عندما يمر القمر بين الأرض والشمس ، وبالتالي يحجب صورة الشمس كليًا أو جزئيًا عن مشاهد على الأرض. يحدث الكسوف الحلقي للشمس عندما يكون القطر الظاهري للقمر أصغر من قطر الشمس ، مما يحجب معظم ضوء الشمس ويتسبب في ظهور الشمس على شكل حلقة (حلقة). يظهر الخسوف الحلقي على شكل كسوف جزئي فوق منطقة من الأرض يبلغ عرضها آلاف الكيلومترات.

## الصور
مسار متحرك

## الخسوفات ذات الصلة

### كسوف في عام 2026
- كسوف حلقي للشمس يوم 17 فبراير .
- خسوف كلي للقمر في 3 مارس .
- كسوف كلي للشمس في 12 أغسطس .
- خسوف جزئي للقمر في 28 أغسطس .

### كسوف الشمس 2026-2029
هذا الكسوف هو جزء من سلسلة كسوف الشمس 2026-2029. يتكرر الكسوف في كل 177 يومًا تقريبًا و 4 ساعات في العقد المتناوبة من مدار القمر.
| عقدة تصاعدية                                                                                    | عقدة تصاعدية                         |     | عقدة تنازلية                      | عقدة تنازلية |
| 121                                                                                             | كسوف الشمس 17 فبراير 2026 Annular    | 126 | كسوف الشمس 12 أغسطس 2026 Total    |              |
| 131                                                                                             | كسوف الشمس 6 فبراير 2027 Annular     | 136 | 2027 August 2 [الإنجليزية] Total  |              |
| 141                                                                                             | 2028 January 26 [الإنجليزية] Annular | 146 | 2028 July 22 [الإنجليزية] Total   |              |
| 151                                                                                             | 2029 January 14 [الإنجليزية] Partial | 156 | 2029 July 11 [الإنجليزية] Partial |              |
| يحدث الكسوف الجزئي للشمس في 12 يونيو 2029 و 5 ديسمبر 2029 في مجموعة خسوف السنة القمرية التالية. |                                      |     |                                   |              |

### ساروس 121
الساروس الشمسي 121 ، يتكرر كل حوالي 18 سنة و 11 يومًا و 8 ساعات ، يحتوي على 71 حدثًا.:
- بدأت السلسلة بكسوف جزئي للشمس في 25 أبريل 944.
- وهي تحتوي على كسوف كلي من 10 يوليو 1070 إلى 9 أكتوبر 1809.
- وتحتوي على كسوف هجين في 20 أكتوبر 1827 و 30 أكتوبر 1845.
- وتحتوي على كسوف حلقي من 11 نوفمبر 1863 إلى 28 فبراير 2044.
- تنتهي السلسلة عند الحدث 71 ككسوف جزئي في 7 يونيو 2206.

حدث أطول كسوف كلي في 21 يونيو 1629 ، مع أكبر مدة للإجمالي عند 6 دقائق و 20 ثانية . أطول خسوف حلقي سيحدث في 28 فبراير 2044 ، مع أكبر مدة للحلقة في دقيقتين و 27 ثانية.
| أعضاء السلسلة 49-65 تحدث بين 1801 و 2100: | أعضاء السلسلة 49-65 تحدث بين 1801 و 2100: | أعضاء السلسلة 49-65 تحدث بين 1801 و 2100: |
| 49                                        | 50                                        | 51                                        |
| ----------------------------------------- | ----------------------------------------- | ----------------------------------------- |
| October 9, 1809                           | October 20, 1827                          | October 30, 1845                          |
| 52                                        | 53                                        | 54                                        |
| November 11, 1863                         | November 21, 1881                         | December 3, 1899                          |
| 55                                        | 56                                        | 57                                        |
| December 14, 1917 [الإنجليزية]            | December 25, 1935 [الإنجليزية]            | January 5, 1954 [الإنجليزية]              |
| 58                                        | 59                                        | 60                                        |
| January 16, 1972 [الإنجليزية]             | January 26, 1990 [الإنجليزية]             | كسوف الشمس 7 فبراير 2008                  |
| 61                                        | 62                                        | 63                                        |
| كسوف الشمس 17 فبراير 2026                 | February 28, 2044 [الإنجليزية]            | March 11, 2062 [الإنجليزية]               |
| 64                                        | 65                                        |                                           |
| March 21, 2080 [الإنجليزية]               | April 1, 2098 [الإنجليزية]                |                                           |

### سلسلة ميتونيك
تكرر السلسلة ميتونيك كل 19 عامًا (6939.69 يومًا) ، وتستمر حوالي 5 دورات. تحدث الكسوف في نفس تاريخ التقويم تقريبًا. بالإضافة إلى ذلك ، تكرر سلسلة أكتون الفرعية 1/5 من ذلك أو كل 3.8 سنوات (1387.94 يومًا). تحدث جميع الكسوفات في هذا الجدول عند العقدة الصاعدة للقمر.
| 21 حدثًا من أحداث الكسوف ، تتقدم من الجنوب إلى الشمال بين 13 يوليو 2018 و 12 يوليو 2094 | 21 حدثًا من أحداث الكسوف ، تتقدم من الجنوب إلى الشمال بين 13 يوليو 2018 و 12 يوليو 2094 | 21 حدثًا من أحداث الكسوف ، تتقدم من الجنوب إلى الشمال بين 13 يوليو 2018 و 12 يوليو 2094 | 21 حدثًا من أحداث الكسوف ، تتقدم من الجنوب إلى الشمال بين 13 يوليو 2018 و 12 يوليو 2094 | 21 حدثًا من أحداث الكسوف ، تتقدم من الجنوب إلى الشمال بين 13 يوليو 2018 و 12 يوليو 2094 |
| 12-13 يوليو                                                                            | 30 أبريل - 1 مايو                                                                      | من 16 إلى 17 فبراير                                                                    | 5-6 ديسمبر                                                                             | من 22 إلى 23 سبتمبر                                                                    |
| 117                                                                                    | 119                                                                                    | 121                                                                                    | 123                                                                                    | 125                                                                                    |
| -------------------------------------------------------------------------------------- | -------------------------------------------------------------------------------------- | -------------------------------------------------------------------------------------- | -------------------------------------------------------------------------------------- | -------------------------------------------------------------------------------------- |
| </img> </br> 13 يوليو 2018                                                             | </img> </br> 30 أبريل 2022                                                             | </img> </br> 17 فبراير 2026                                                            | </img> </br> 5 ديسمبر 2029                                                             | </img> </br> 23 سبتمبر 2033                                                            |
| 127                                                                                    | 129                                                                                    | 131                                                                                    | 133                                                                                    | 135                                                                                    |
| </img> </br> 13 يوليو 2037                                                             | </img> </br> 30 أبريل 2041                                                             | </img> </br> 16 فبراير 2045                                                            | </img> </br> 5 ديسمبر 2048                                                             | </img> </br> 22 سبتمبر 2052                                                            |
| 137                                                                                    | 139                                                                                    | 141                                                                                    | 143                                                                                    | 145                                                                                    |
| </img> </br> 12 يوليو 2056                                                             | </img> </br> 30 أبريل 2060                                                             | </img> </br> 17 فبراير 2064                                                            | </img> </br> 6 ديسمبر 2067                                                             | </img> </br> 23 سبتمبر 2071                                                            |
| 147                                                                                    | 149                                                                                    | 151                                                                                    | 153                                                                                    | 155                                                                                    |
| </img> </br> 13 يوليو 2075                                                             | </img> </br> 1 مايو 2079                                                               | </img> </br> 16 فبراير 2083                                                            | </img> </br> 6 ديسمبر 2086                                                             | </img> </br> 23 سبتمبر 2090                                                            |
| 157                                                                                    |                                                                                        |                                                                                        |                                                                                        |                                                                                        |
| </img> </br> 12 يوليو 2094                                                             |                                                                                        |                                                                                        |                                                                                        |                                                                                        |

## روابط خارجية
- www.solar-eclipse.de - متوسط التغطية السحابية والمدن على طول مسار الكسوف
- http://eclipse.gsfc.nasa.gov/SEplot/SEplot2001/SE2026Feb17A. GIF